# Gustaf Adolf Lewenhaupt
Le comte Gustaf Adolf Levenhaupt (né le 24 février 1619, mort le 29 novembre 1656) est un soldat et homme d'État suédois.
Il est nommé général de division en 1645, conseiller privé en 1650, général en 1651, maréchal en 1655, et gouverneur général de Riga en 1656. Au cours de la guerre de Trente Ans (1618-1648), il commande les troupes à la bataille de Leipzig ayant eu lieu en 1642.